# 中村英樹
中村 英樹（なかむら ひでき、1940年〈昭和15年〉9月10日 - 2021年〈令和3年〉11月14日）は、日本の美術評論家、名古屋造形大学名誉教授。

## 略歴
愛知県名古屋市生まれ。名古屋大学文学部哲学科美学美術史卒業。1965年、69年美術出版社主催芸術評論募集に入選。近現代美術の評論を書く。名古屋造形芸術短期大学助教授、名古屋造形大学教授。国際美術評論家連盟会員。
2021年11月14日、肺炎のため死去。81歳没。

## 著書
- 『鮮烈なる断片 日本の深層と創作現場の接点』杉山書店　1984
- 『日本美術の基軸 現代の批評的視点から』杉山書店　1984
- 『表現のあとから自己はつくられる』美術出版社　1987
- 『北斎万華鏡 ポリフォニー的主体へ』美術出版社　1990
- 『ハイブリッド・アートの誕生 東西アート融合に向けて』現代企画室　1996
- 『アート・ジャングル 主体から<時空体>へ』水声社　1999
- 『視覚の断層 開かれた自己生成のために』現代企画室　2003
- 『新・北斎万華鏡 ポリフォニー的主体へ』美術出版社　2004
- 『最深のアート/心の居場所 「実録」窮鳥はいかにして自己救済したのか?』彩流社　2005　心をケアするbooks
- 『生体から飛翔するアート 二十一世紀の《間知覚的メタ・セルフ》へ』水声社　2006
- 『〈人型〉の美術史 まなざしの引力を読む』岩波書店　2011
- 『いきのびるアート: 目と手がひらく人間の未来』法政大学出版局　2015

共著
- 『アート・ウォッチング』谷川渥共著 美術出版社 1993-1994

## 参考
- J-GLOBAL :